# Sanaa Mazhar
Sanaa Mazhar (سناء مظهر; 17 de agosto de 1932 – 6 de agosto de 2018) fue una actriz egipcia.

## Carrera
Mazhar fue una de las tres chicas de la película "Bayya'et el Garayed" con Magda al-Sabahi y Naima Akef, una de las mejores cintas de la historia de cine egipcio. También actuó con otras actrices como Hind Rostom, Nadia Lutfi, Najat Al Saghira, Shadia así como actores como Salah Zulfikar y Rushdy Abaza. Participó en películas histórica, como la de la "Reina de Saba". Ella se mostró muy sensible con algunas de las estrellas que le pidieron que cambiara el color de su cabello. También solía diseñar todos los detalles de su personalidad artística desde su peinado, sus gomas para el cabello y sus accesorios.
Mazhar se casó con un hombre que murió en la guerra de Yom Kipur en 1973 y no se volvió a casar de nuevo. Prefirió vivir lejos del glamur del estrellato y eligió una vida más modesta. Usó el hijab y se retiró por completo en 1985. Nunca se avergonzó de ninguno de sus trabajos anteriores. Se informa que Yusuf Sibai le había ofrecido papeles en sus producciones cinematográficas pero ella se negó porque tenía escenas de lujuria.
Murió en la mañana del 6 de agosto de 2018 a los 86 años.